# 業餘摔跤
業餘摔跤（英語：Amateur wrestling），所有非職業的摔跤運動總稱。在奧林匹克運動會中，屬於業餘摔跤的項目包括了古典式摔跤與自由式摔跤二者。古典式摔跤可以追源至古希臘羅馬時期，自由式摔跤則起源自英國蘭開夏摔跤（Lancashire wrestling）。